# 宮渕本村 (松本市)
宮渕本村（みやぶちほんむら）は長野県松本市の市街地の西にある町名。丁番を持たない単独町名である。住居表示実施済み。郵便番号は390-0864。

## 概要
地形的には奈良井川と大門沢川に面した平地で、近代以前はたびたび水害に悩まされてきた。
住宅が中心だが、国道19号沿いには商店などが多い。国道は渋滞が激しく、拡張計画があるが特に激しい宮渕本村から渚までを最初に工事する計画である。現在は測量が終わり住民への説明が行われている段階である。
宮渕本村はかつて、現在の宮渕1~3丁目や新橋とともに宮渕村を形成し、その中心地であったが、現在では宮渕本村より宮渕の方が人口も多く立場が逆転している。

## 歴史
- 1967年（昭和42年）7月1日 - 住居表示実施[4]。

## 世帯数と人口
2018年（平成30年）10月1日現在の世帯数と人口は以下の通りである。
| 町丁     | 世帯数 | 人口  |
| -------- | ------ | ----- |
| 宮渕本村 | 61世帯 | 130人 |

## 交通
- 国道19号

## 施設
- 宮渕浄化センター